# بوله
بوله (به یونانی: βουλή) شورایی بود که در آتن از زمان شاهی وجود داشت  و اعضای آن را افرادی از خانواده‌های اشراف تشکیل می‌دادند که غالباً عضویت مادام العمر آن را داشتند.  در سال ۵۹۴ پ.م.  سولون اقدام به یکسری رفرمهایی نمود که بوله را به صورت شورایی متشکل از ۴۰۰  نفر در آورد.  
کلئی ستنس این شورا را پانصد نفره نمود و عضویت در آن را از انحصار اشراف خارج کرد. از آن پس شهروندان آتنی که سی امین سال عمر خود را پشت سر می‌گذاشتند، می‌توانستند که به عضویت در شورای بوله  کلئی ستنسی انتخاب گردند. پس از انتخاب از سوی مردم، نمایندگان می‌بایستی در امتحانی شرکت می‌کردند بنام دوکی ماسی Dokimasie که در آن تبحر و آگاهی نماینده از وظایفش در شورا و وابستگی  و علاقه‌اش  به  آتن  و نه  به  شخص یا گروه به‌خصوصی پرسش می‌گردید.
پس از موفقیت  در این امتحان  داوطلب می‌توانست که سوگند نمایندگی را اداد کند.  از وظایف مهم این شورا یکی هم  پرداختن به مسایل احتمالی، پیش از وقوع  ایشان می‌بود. این گونه پرداختها پس از آنکه از سوی رئیس شورا در میان اعضا مطرح می‌گردید و به بحث گذاشته می‌شدند، برای تصویب نهائی به رأی عمومی مردم آتن نیز گذاشته می‌گردیدند تا قاطعیت یابند. بدینوسیله نوعی از دورنگری و پرداختن به احتمالات آینده در میان مردم  تقویت می‌گردید.
منتخبان در این شورا حقوق روزانه یک درهم دریافت می‌کردند که به  سختی برابر با دستمزد  روزانه  یک کارگر ساده بود.  بنابراین افراد زیادی نبودند که متمایل به داشتن این مقام باشند. اغلب افراد شورا را اشخاص متمول تشکیل می‌دادند. برای اینکه مشکل کمبود اعضای شورا حل گردد به شهروندان اجازه داده شد که بتوانند در طی حیات خویش  دو دوره خود را کاندیدا کرده و به عضویت در شورا انتخاب شوند به شرطی که این دو دوره پشت سر هم نباشند. 
رئیس شورا بنا بر جریان انتخابی بسیار پیچیده‌ای برای مدتی کوتاه از سوی نمایندگان شورا انتخاب می‌گردید  و مسئولیت هدایت، برنامه‌ریزی، انتظام و سازماندهی امور شورا را بعهده داشت. این نوع  انتخاب پیچیده رئیس شورا از آنجا سرچشمه می‌گرفت که آتنیها تجارب سخت و بدی را از مردانی بخاطر داشتند که پس از اهدای اقتدار کامل به ایشان، به صورت خودکامه درآمده  بودند.